# Seznam přehradních nádrží
Seznam přehradních nádrží.

## Evropa
- Seznam přehradních nádrží v Evropě
- Největší přehradní nádrže v Evropě podle rozlohy
- Největší přehradní nádrže v Evropě podle objemu
- Nejvyšší hráze v Evropě

## Asie

### Mezinárodní
- Čardarinská přehrada (Kazachstán, Uzbekistán)
- Farchadská přehrada (Tádžikistán, Uzbekistán)
- Kajrakkumská přehrada (Tádžikistán, Uzbekistán)

### Ázerbájdžán
- Mingečaurská přehrada

### Čína
- Pan-čchiao
- San-men-sia
- Tři soutěsky

### Gruzie
- Calkská přehrada
- Ingurská přehrada
- Lajanurská přehrada
- Žinvalská přehrada

### Irák
- Wadi Tharthar

### Kazachstán
- Buchtarminská přehrada
- Kapčagajská přehrada
- Usť-Kamenogorská přehrada

### Kyrgyzstán
- Toktogulská přehrada

### Rusko
- Seznam ruských přehrad

### Sýrie
- Buhayrat al Asad

### Tádžikistán
- Nurecká přehrada

### Turecko
- Atatürkova přehrada
- Derinerova přehrada
- Kebanská přehrada

### Turkmenistán
- Chauz-Chanská přehrada

### Uzbekistán
- Čirčik-Bozsujská kaskáda

## Afrika

### Mezinárodní
- Násirovo jezero (Egypt, Súdán)
- Kariba (Zambie, Zimbabwe)
- Owen Falls (Keňa, Tanzanie, Uganda)

### Ghana
- Volta

### Jihoafrická republika
- Gariep

### Kongo
- Kouilou

### Lesotho
- Katse

### Mali
- Manantali

### Mosambik
- Cahora Bassa

### Namibie
- Hardab
- Naute
- Von Bach

### Nigérie
- Asejire
- Kainji

### Pobřeží slonoviny
- Kossou

### Súdán
- Merowe
- Přehrada Roseires

### Tanzanie
- Nyumba ya Mumgu

### Zambie
- Itezhitezhi
- Kafue

## Severní Amerika

### Kanada
- Caniapiscau
- Gouin
- Laforge 1
- La Grande 3
- Manicouagan
- Papmuacan
- Robert Bourassa
- Samllwood
- Williston

### USA
- Fort Peck
- Hooverova přehrada
- Oahe
- Powell
- Sakakawea

## Jižní Amerika

### Mezinárodní
- Itaipú (Argentina, Paraguay)
- Yacyretá (Brazílie, Paraguay)

### Brazílie
- Balbina
- Boa Esperanza
- Furnas
- Serra da Mesa
- Sobradinho
- Tres Marias
- Tucuruí

### Surinam
- Blommenstein

### Uruguay
- Rio Negro

### Venezuela
- Guri

## AustrálieaOceánie

### Austrálie
- Argyle
- Briseis
- Dartmouth
- Gordon
- Lake Burley Griffin
- Ginninderra
- Hume
- Tuggeranong
- Ginninderra

### Nový Zéland
- Arapuni
- Karapiro
- Maraetai